# Ceylalictus petiolatus
Ceylalictus petiolatus là một loài Hymenoptera trong họ Halictidae. Loài này được Pesenko mô tả khoa học năm 1996.